# Джепарит
Джепарит (англ. Jeparit) — містечко, розташовано на річці Віммера у Західній Вікторії, Австралія, за 370 кілометрів на північний захід від Мельбурну. У 2006 за результатами перепису чисельність населення Джепариту становила 582 чоловіки.

## Історія
Назва міста, за припущенням, походить від місцевого слова, що означає домівка для птахів. Заселення містечок почалось у 1880-х, коли німецькі лютеранські іммігранти почали вирощувати тут пшеницю.
Статус міста йому було надано 1883 року. Поштове відділення відкрилось 31 серпня 1889 .
Найвідомішим вихідцем з Джепариту є колишній Прем'єр-міністр Австралії Сер Роберт Мензіс, який народився в місті 1894 року.